# Han (Eskişehir)
Han ist eine Stadtgemeinde (Belediye) im gleichnamigen Ilçe (Landkreis) der Provinz Eskişehir in der türkischen Region Zentralanatolien und gleichzeitig ein Stadtbezirk der 1993 gebildeten Büyükşehir Belediyesi Eskişehir (Großstadtgemeinde/Metropolprovinz). Han ist seit der Gebietsreform ab 2013 flächen- und einwohnermäßig identisch mit dem Landkreis.

## Geografie
Der bevölkerungsärmste Landkreis/Stadtbezirk der Provinz liegt im Süden selbiger, etwa 75 Kilometer südlich des Zentrums von Eskişehir. Er grenzt im Westen an Seyitgazi, im Osten an Çifteler und im Süden an die Provinz Afyonkarahisar. Im Süden umfasst der Landkreis einen Teil der Hochebene Yazılıkaya Platosu, im Norden liegt der 1532 Meter hohe Berg Karadağ. Im Süden der Kreisstadt liegt der Stausee Üççam Baraj Göleti.
Han wechselte 1963 vom Kreis Emirdağ (Provinz Afyon) in den Kreis Çifteler (Provinz Eskişehir) und wurde am 15. Mai 1967 zur Gemeinde (Belediye) erhoben. Durch das Gesetz Nr. 3644, erlassen am 20. Mai 1990, wurde Han ein eigener Kreis, bestehend aus dem Kreissitz (Merkez) und zehn Dörfern (Köy).

## Verwaltung
(Bis) Ende 2012 bestand der Landkreis aus der Kreisstadt und elf Dörfern (Köy), die während der Gebietsreform 2013/2014 in Mahalle (Stadtviertel/Ortsteile) überführt wurden, die vier bestehenden Mahalle der Kreisstadt blieben erhalten. Durch der Dörfer zu Mahalle stieg deren Anzahl auf 15. Ihnen steht ein Muhtar als oberster Beamter vor.
Ende 2020 lebten durchschnittlich 140 Menschen in jedem Mahalle, 471 Einw. im bevölkerungsreichsten (Hacılar Mah.).

## Sehenswürdigkeiten
Im Westen des Landkreises beim ehemaligen Dorf Yazılıkaya (jetzt ein Stadtviertel, Mahalle) befindet sich auf einem Hochplateau die phrygische Ruinenstätte Midasstadt (türkisch Midas Şehri).

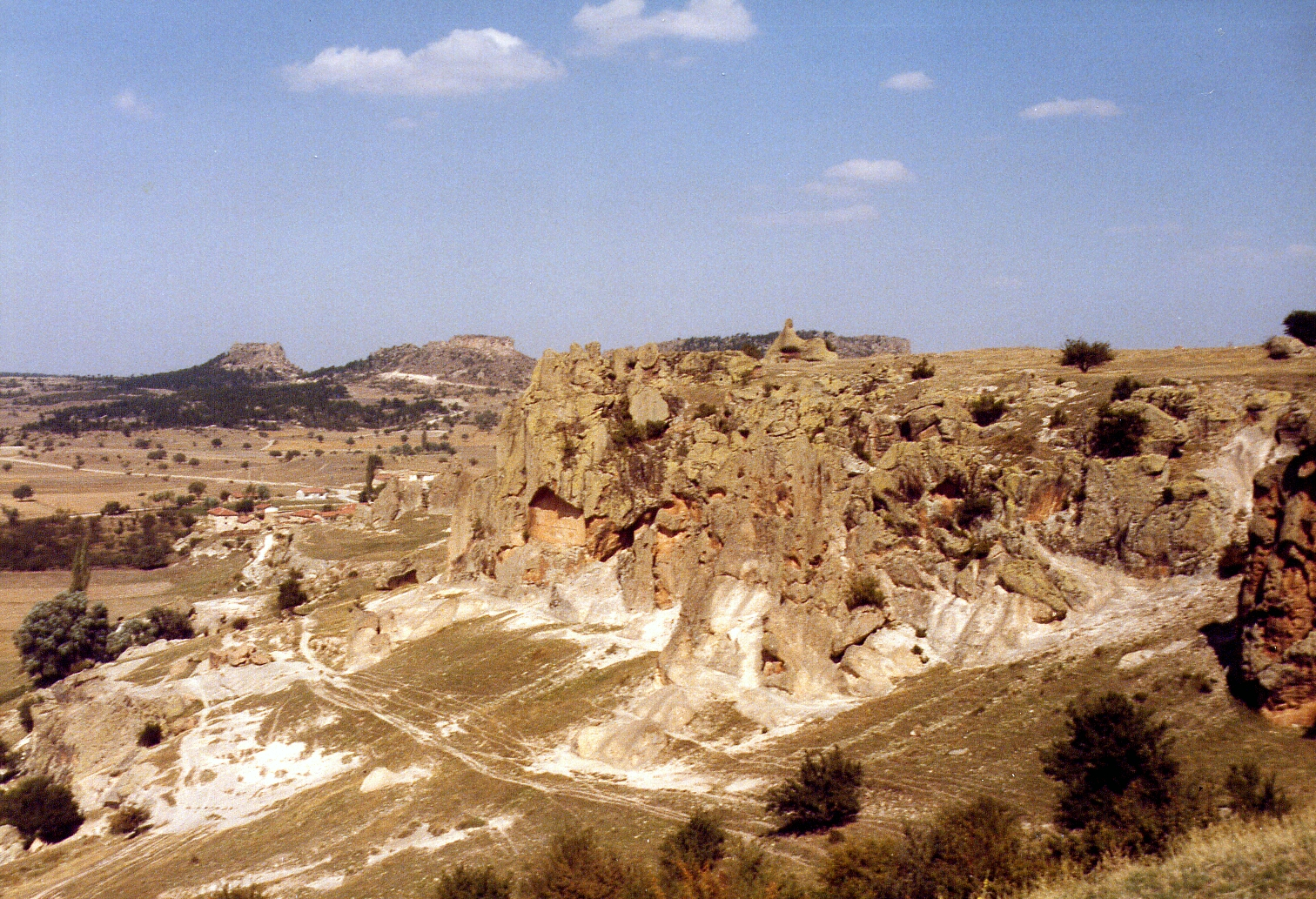
Bergrücken mit der phrygischen Midasstadt